# Stjärnhusen, Gröndal

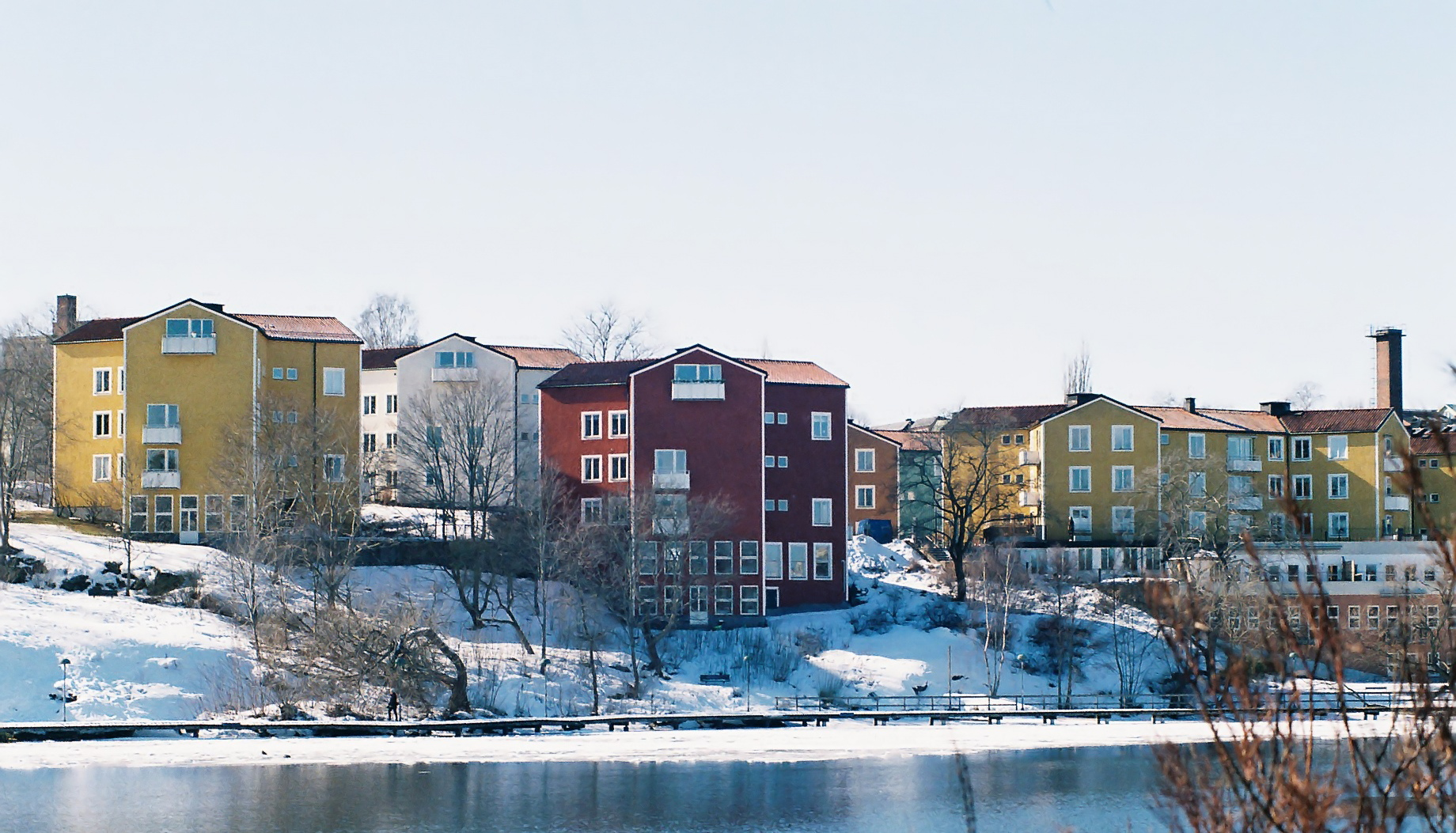
Stjärnhusen sedda från Reimersholme. Till vänster punkthusvarianten och till höger bikakemodellen, april 2011.

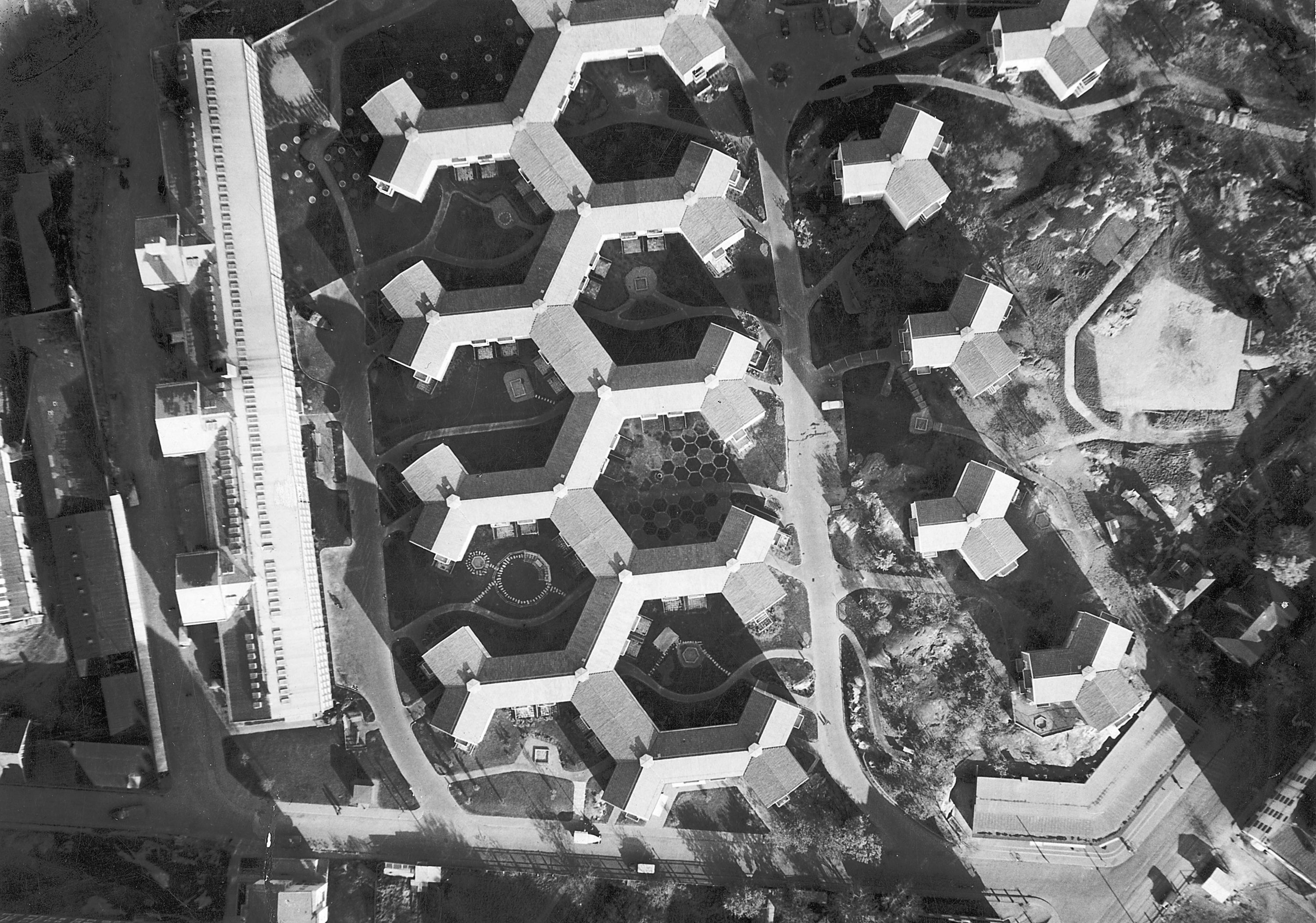
Flygbild över stjärnhusen visar deras karaktäristiska form.

Stjärnhusen i Gröndal är ett bostadsområde vid Sjöbjörnsvägen och Gröndalsvägen i stadsdelen Gröndal i Stockholm. Området uppfördes som stjärnhus åren 1944 till 1946 samt 1958 till 1962 av byggmästaren Olle Engkvist efter ritningar av arkitektduon Sven Backström och Leif Reinius (se även Backström & Reinius Arkitekter AB). Enligt arkitekturhistorikern Fredric Bedoire hör stjärnhusen i Gröndal till Stockholms finaste bebyggelsegrupper. Området med terrass- och punkthus är av riksintresse för kulturmiljövården och en representant för folkhemsarkitekturen.

## Historik

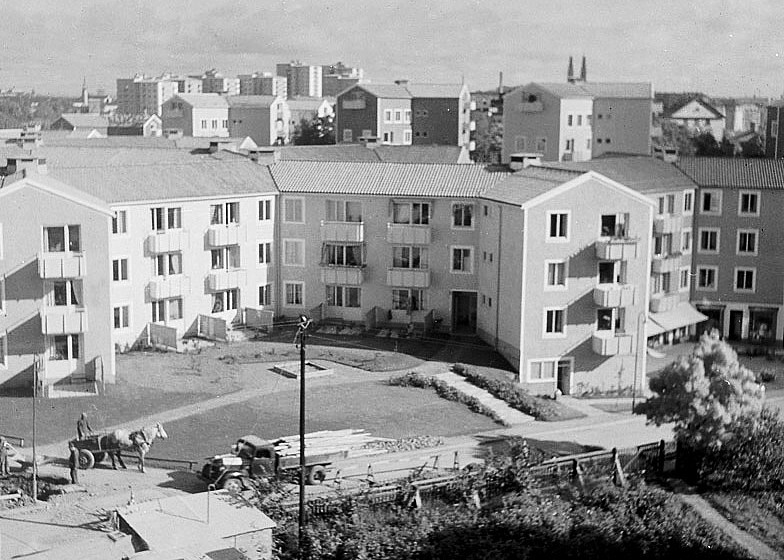
De nybyggda stjärnhusen 1946.

På 1940-talet köpte storbyggmästaren Olle Engkvist mark i norra Gröndal och han gav arkitektfirman Backström & Reinius uppdraget att rita stjärnhusen vid Sjöbjörnsvägen. Nästa projekt blev de lika berömda terrasshusen med Galjonshuset mot Gröndalsvägen. Olle Engkvist ville skapa en intim och småskalig stadsdel, en mönsterstad, som infogades i den vackra naturen.
Stjärnhusen är uppförda på en före detta industritomt. Att anordna huskropparna stjärnformigt med tre symmetriska flyglar kring ett centralt trapphus var Backström och Reinius idé, som de utvecklade i Gröndal och även tillämpade i exempelvis Rosta, Örebro (uppförda 1948–1952). Varje huskropp kan antingen stå ensam som ett punkthus eller fogas samman till en större grupp som kedjor likt ett bikakemönster kring sexkantiga innergårdar. I Gröndal finns både punkthusvarianten och bikakemodellen, i Örebro är husen sammanlänkade till långa slingrande kedjor.
När bebyggelsen på norra Gröndal stod klar blev det en hel liten stadsdel med terrasshus längs Gröndalsvägen, själva stjärnhusen runtomkring och i centrum det så kallade Galjonshuset ett elva våningars punkthus med biograf Galjonen, konsertlokal och teater. Högst upp i Galjonshuset hade konstnären Otte Sköld sin ateljé.

## Arkitektur

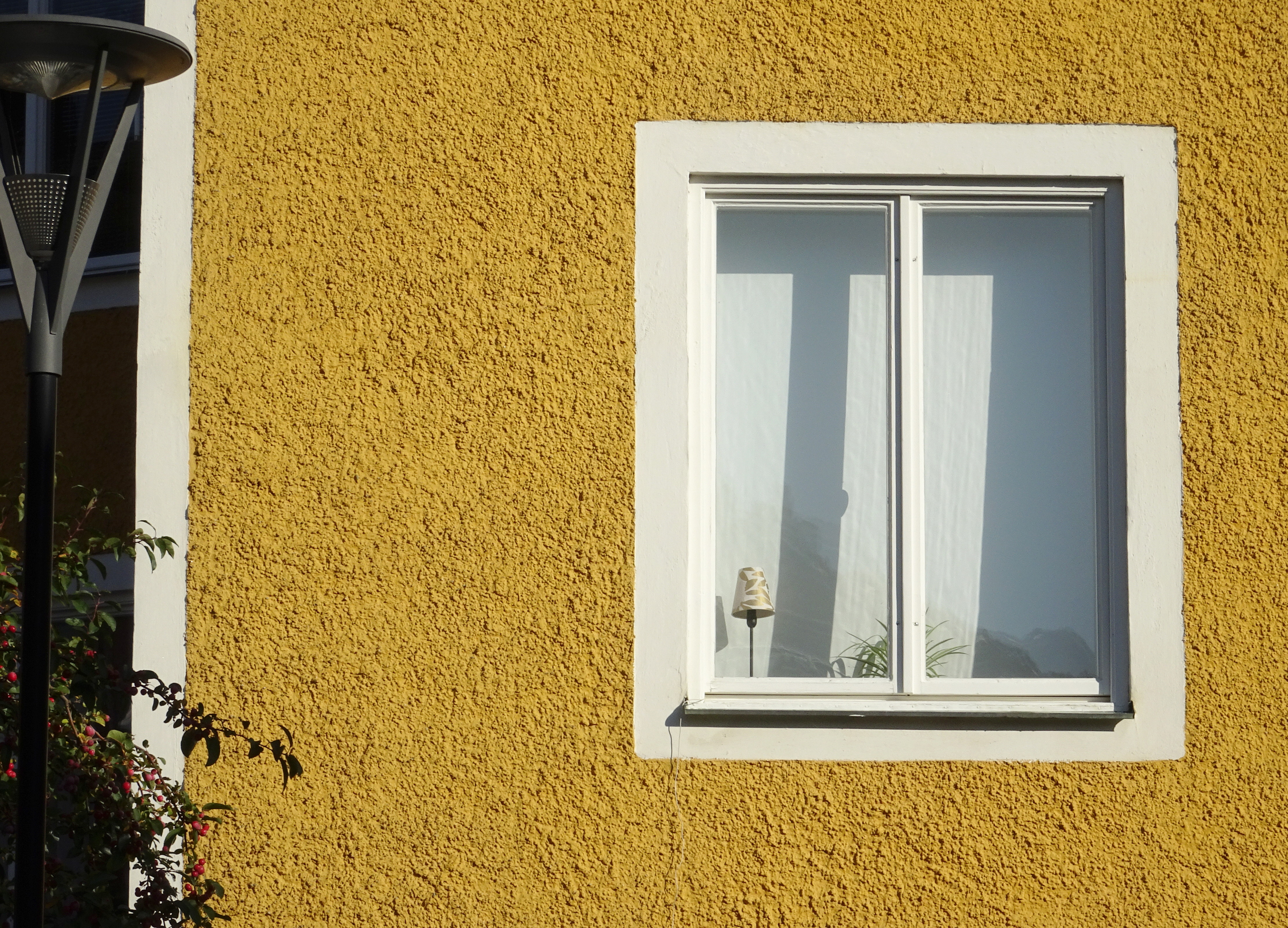
Spritputs och starka färger.

Stadsplanen för Gröndals stjärnhus i kvarteret ”Akterspegeln” fastställdes i juni 1945 och är undertecknad av Sven Markelius.
Stjärnhusen i Gröndal är utförda mellan tre och sex våningar höga, ibland även med hög bottenvåning som innehåller butiker. Fasaderna är spritputsade och avfärgade i kraftiga kulörer. Husknutarna och fönsteromfattningarna är vitmålade. Varje bostad har balkong och från de norra byggnaderna har man en strålande utsikt över Mälaren. Mot Gröndalsvägen / Sjöbjörnsvägen anordnades en låg V-formad hörnbyggnad med post, klädesbutik och ett konditori. Här öppnade 1946 Lundbergs konditori som fortfarande har sin verksamhet i samma lokal med välbevarad inredning från 1940-talet. 
Sättet att skapa ljusa och välplanerade lägenheter och en väl tillvaratagen utemiljö uppmärksammades i internationell arkitekturpress. Arkitekternas intressanta och nydanade arkitektur, speciellt stjärnhusen, började snart imiteras i Europa. På hemmaplan blev Backström & Reinius dock kritiserade av de renläriga funktionalisterna. Det nya området togs däremot väl emot av allmänheten och massmedia. 1952 presenterades den nya stadsdelen i ett kort SF-reportage under rubriken ”Nya Gröndal–- den fula ankungen som blev en svan”.
Gröndals stjärn- och terrasshus inklusive Galjonshuset är numera q-märkta på stadsplanen och även inringade av en blå rand på planen, vilket innebär att området är av riksintresse för kulturmiljövården. Fastigheten är blåmärkt av Stadsmuseet i Stockholm, vilket innebär att den bedöms ha ”synnerligen höga kulturhistoriska värden”.

## Upplåtelseform
Stjärnhusen ägdes och förvaltades av Stiftelsen Olle Engkvist Byggmästare och uppläts som hyresrätter. År 2005 bildades bostadsrättsföreningen Stjärnhusen och samma år övertogs fastigheten från stiftelsen.

## Bilder

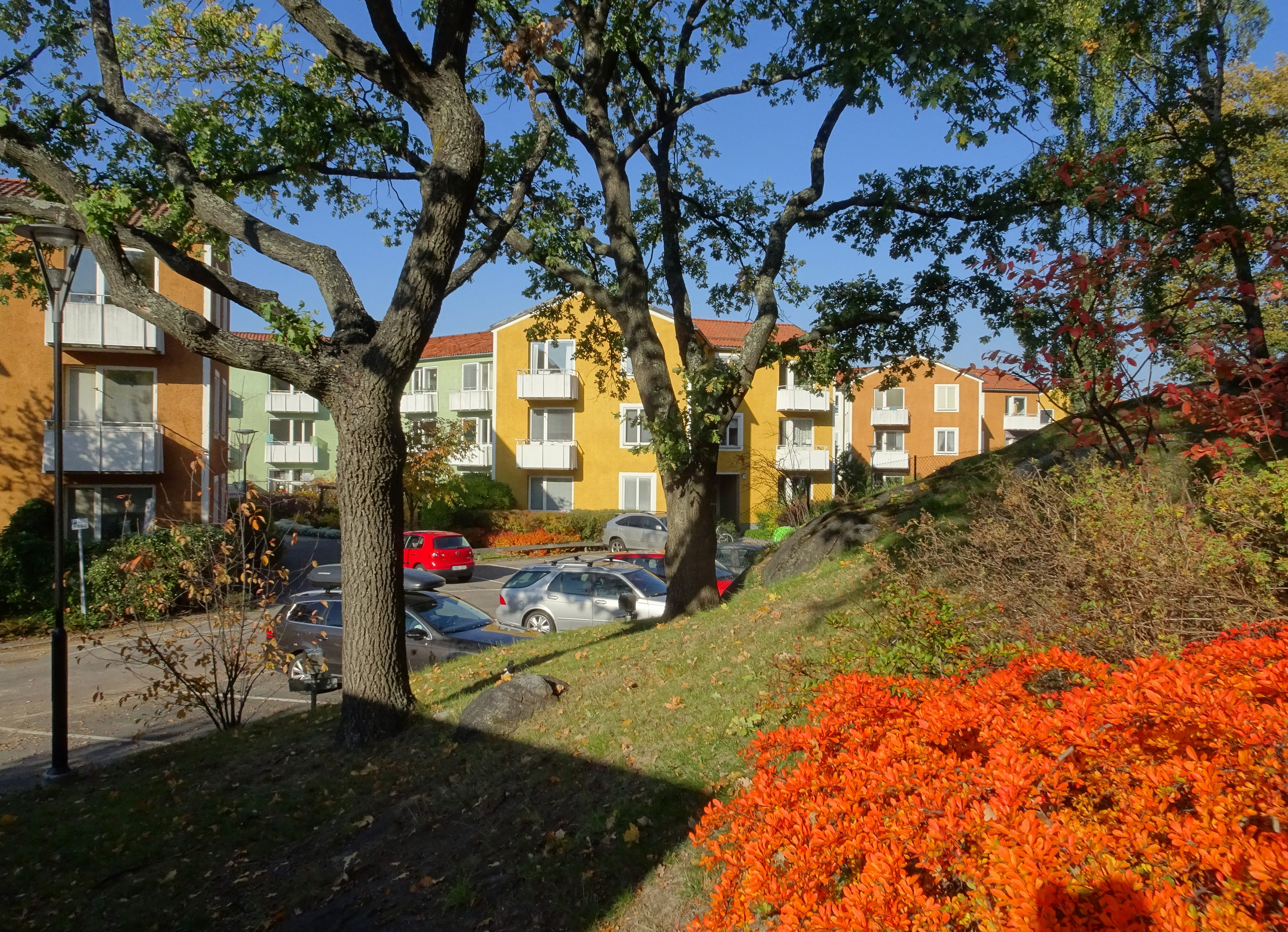
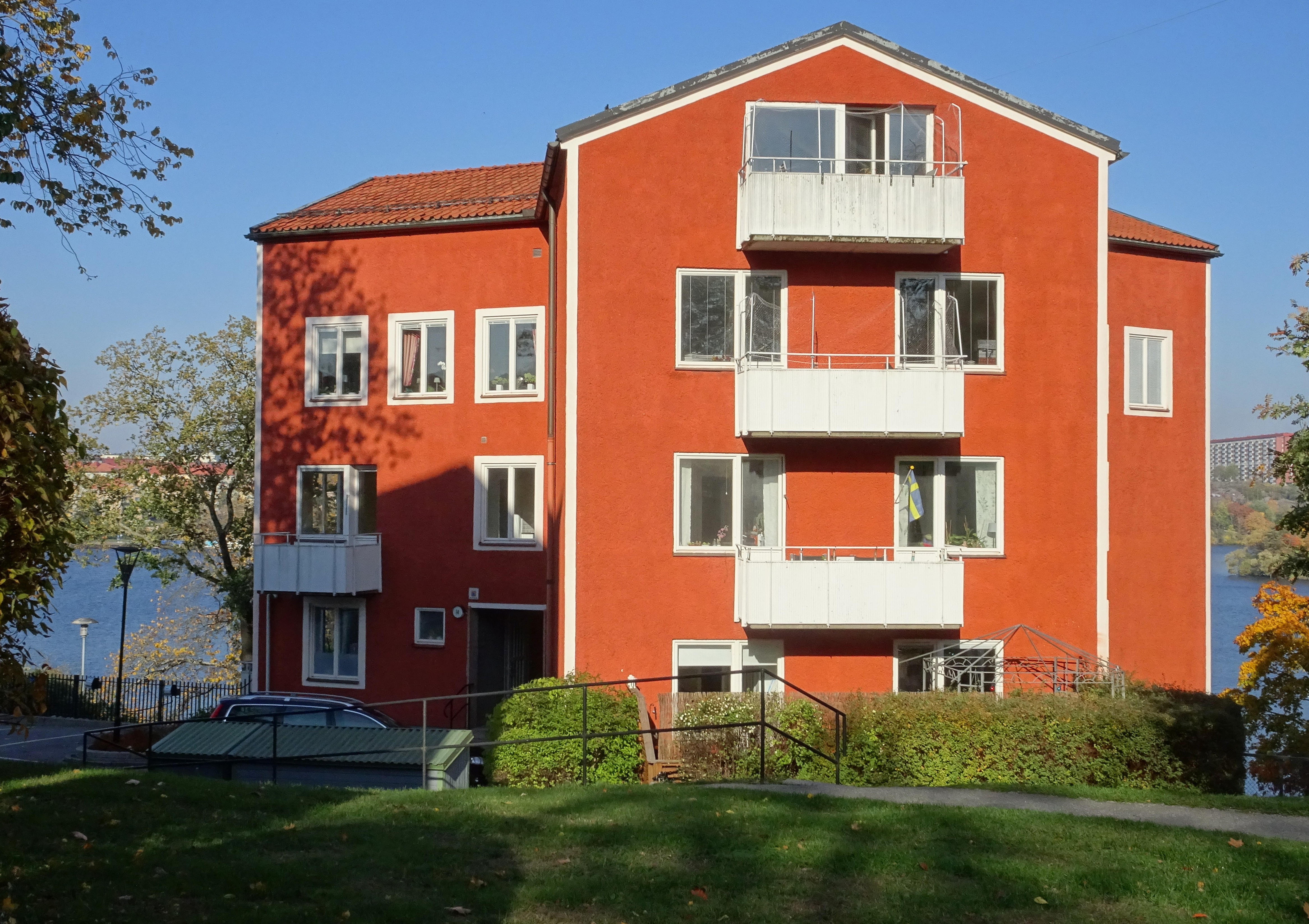
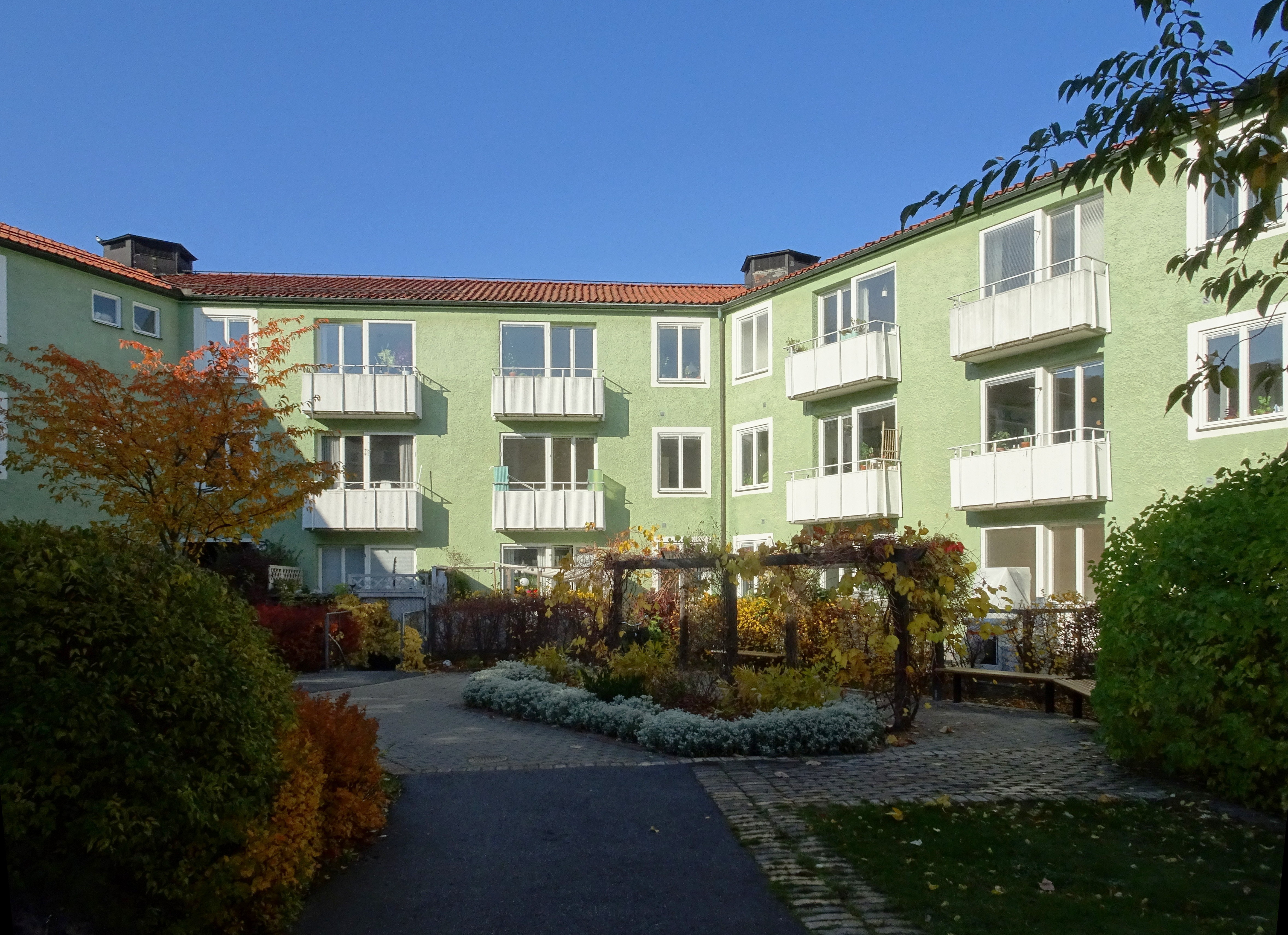
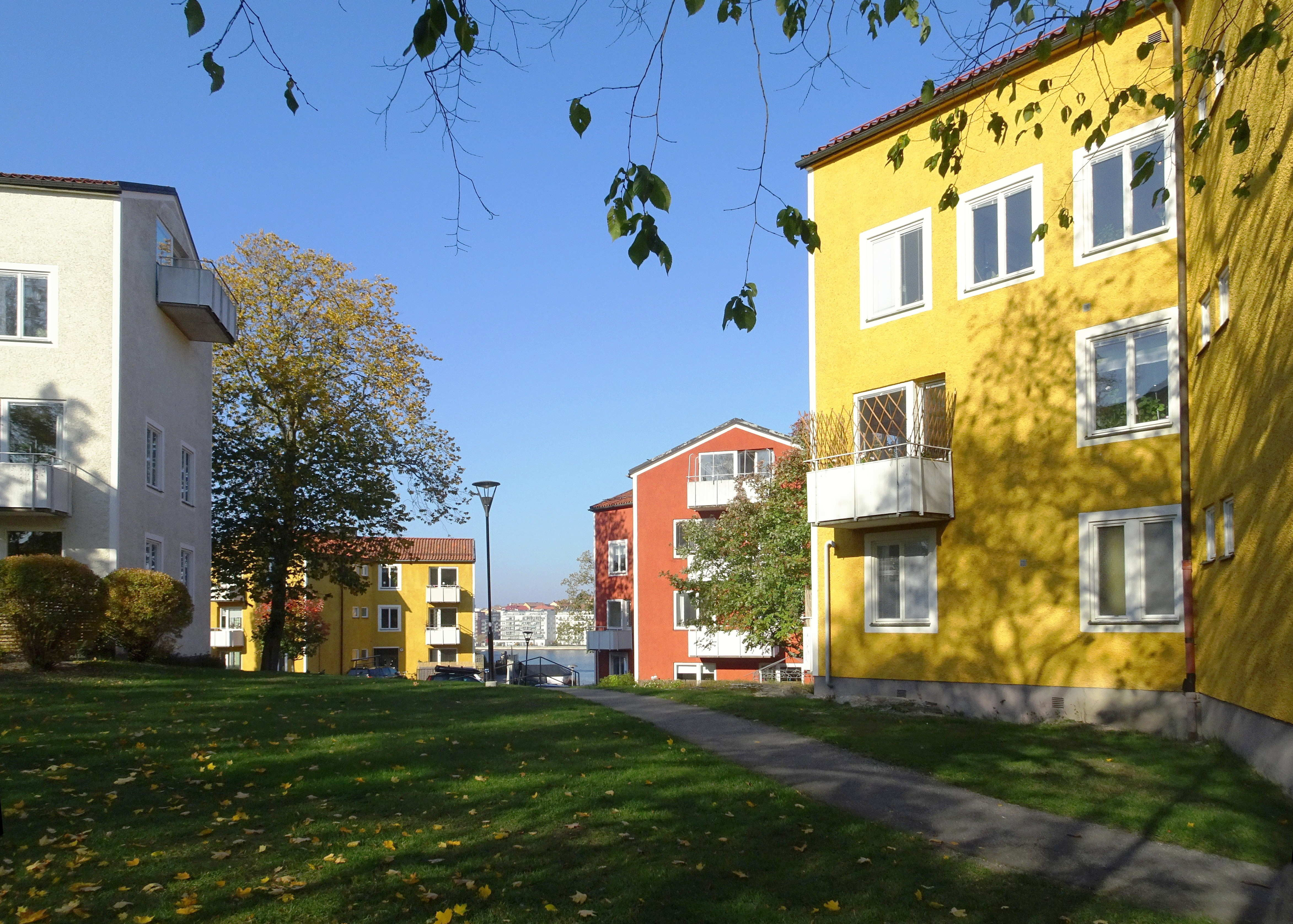
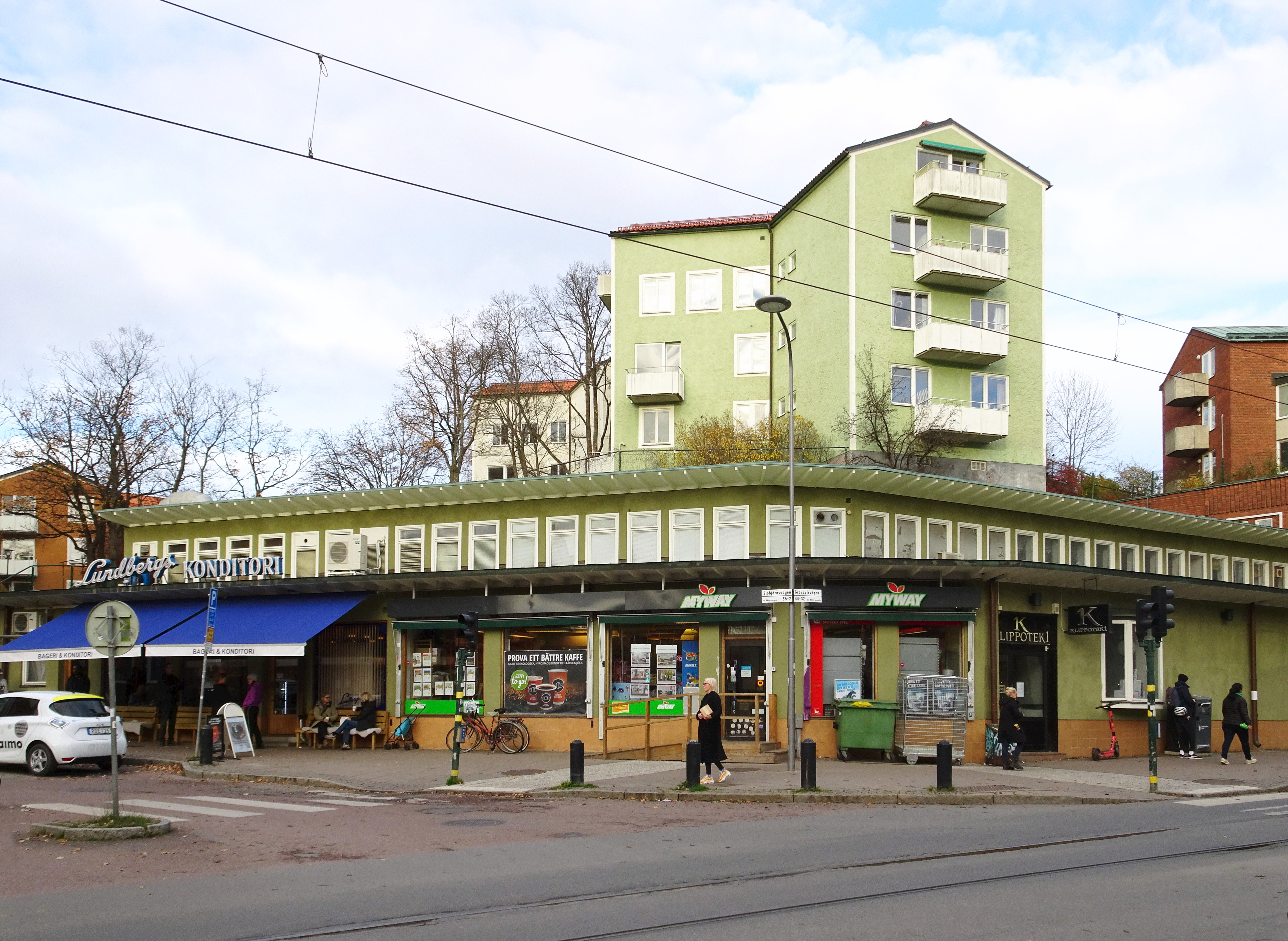